# ONE PIECE FILM RED Original SoundTrack
『ONE PIECE FILM RED Original SoundTrack』（ワンピース フィルム レッド オリジナル サウンドトラック）は、2022年10月28日に販売された日本のサウンドトラック。

## 概要
2022年8月6日に公開されたアニメ映画『ONE PIECE FILM RED』のオリジナルサウンドトラックとして、10月28日に発売することを発表。楽曲は中田ヤスタカが手掛けたもので、全47曲を収録している。

## 収録曲
1. RED 運命の決意
2. 悪意に立ち向かうは麦わらの一味
3. 世界の秩序
4. チキンレース
5. 思い出のフーシャ
6. 不安めいて
7. 迫りくる叫び
8. ベポ!!
9. 希望の行進
10. 静かなる包囲網
11. ほのかな希望、そして……
12. カワイイデンジャラス
13. ファニーダンス
14. 前兆トットムジカ
15. サニーくんが来た!
16. 海軍の秩序
17. 現実と幻想
18. 反撃開始
19. ウタワールド
20. 抗う者たち
21. 探索ミッション
22. 夢の行進
23. 地下での戦い
24. 天竜人
25. みんな明るい未来を待っている
26. 話し合えれば……
27. Lonely Live
28. 戦いの果てに
29. 予感トットムジカ
30. 立ち向かう意思
31. 処刑 ~大海賊時代の終わり~
32. 優しい思い出 (世界のつづき ピアノVer.)
33. 赤く燃える
34. その男、シャンクス
35. 立ち向かえ!
36. 戦乱のエレジア
37. 絶対的正義
38. ルフィの意思
39. 懺悔
40. 私が大好きな海賊 (風のゆくえ リコーダー Ver.)
41. フォーメーション・コビー
42. おれたちの新時代
43. 絶望トットムジカ
44. RED 海賊の生きざま
45. アニマルバンド・アドリブ1 (Bonus Track)
46. アニマルバンド・アドリブ2 (Bonus Track)
47. ライブ会場BGM (Bonus Track)
48. Straw Hat Pirates Anthem Steve Aoki Remix